# Micrurus tschudii
Micrurus tschudii là một loài rắn trong họ Rắn hổ. Loài này được Jan mô tả khoa học đầu tiên năm 1858.